# Nyizsnyij Novgorod Stadion
A Nyizsnyij Novgorod Stadion (oroszul: Стадион Нижний Новгород) egy labdarúgó-stadion az oroszországi Nyizsnyij Novgorodban, a 2018-as labdarúgó-világbajnokság egyik helyszíne és az Nyizsnyij Novgorod-i Olimpijec otthona, 44 899 néző befogadására alkalmas.

## A Stadion
A város nevét viselő, megközelítőleg 45 000 férőhelyes stadion alapterülete 127 500 m². Az építkezés 2015-ben kezdődött és várhatóan 2017 decemberében fejeződik be. A 2018-as világbajnokságot követően várhatóan az orosz válogatott, valamint a Olimpijec Nyizsnyij Novgorod hazai mérkőzéseinek ad otthont. 2017 tavaszán Valerij Szancsev kormányzó azt javasolta, hogy érdemes lenne koncertek és más nagyobb kulturális eseményeket megrendezni benne.

## Megközelítése
A stadion számára közlekedési csomópont készül. 2012 februárjában született meg az a javaslat, miszerint a moszkvai pályaudvartól 2018 tavaszáig építsenek metróvonalat a stadionhoz. 2013. március 22-én Nyizsnyij Novgorod városi tanácsa elfogadta a javaslatot. 2017 januárjában a Nyizsnyij Novgorod-i metró mintegy 55%-ában készen állt, az építések a építőmérnökök jelentésétől is függően 2017 májusáig befejeződtek.

## 2018-as labdarúgó-világbajnokság
A stadionban összesen hat mérkőzést játszanak.  Négy csoportmérkőzést, egy nyolcaddöntőt és egy negyeddöntőt.

### A Nyizsnyij Novgorod Stadion mérkőzései a 2018-as labdarúgó-világbajnokságon
| 2018. június 18. 15:00 (14:00) |

| Svédország               | 1–0               | Dél-Korea |
| ------------------------ | ----------------- | --------- |
| Granqvist 65' (11-esből) | (0–0) Jegyzőkönyv |           |

| Nyizsnyij Novgorod Stadion, Nyizsnyij Novgorod Nézőszám: 42 300 Játékvezető: Joel Aguilar (salvadori) |

| 2018. június 21. 21:00 (20:00) |

| Argentína | 0–3               | Horvátország                       |
| --------- | ----------------- | ---------------------------------- |
|           | (0–0) Jegyzőkönyv | Rebić 53' Modrić 80' Rakitić 90+1' |

| Nyizsnyij Novgorod Stadion, Nyizsnyij Novgorod Nézőszám: 43 319 Játékvezető: Ravshan Ermatov (üzbegisztáni) |

| 2018. június 24. 15:00 (14:00) |

| Anglia                                                             | 6–1               | Panama    |
| ------------------------------------------------------------------ | ----------------- | --------- |
| Stones 8' 40' Kane 22' (11-esből) 45+1' (11-esből) 62' Lingard 36' | (5–0) Jegyzőkönyv | Baloy 78' |

| Nyizsnyij Novgorod Stadion, Nyizsnyij Novgorod Nézőszám: 43 319 Játékvezető: Gihád Grísa (egyiptomi) |

| 2018. június 27. 21:00 (20:00) |

| Svájc                  | 2–2               | Costa Rica                      |
| ---------------------- | ----------------- | ------------------------------- |
| Džemaili 31' Drmić 88' | (1–0) Jegyzőkönyv | Waston 56' Sommer 90+3' (öngól) |

| Nyizsnyij Novgorod Stadion, Nyizsnyij Novgorod Nézőszám: 43 319 Játékvezető: Clément Turpin (francia) |

| 2018. július 1. 21:00 (20:00) |

| Horvátország                           | 1–1 (h. u.)                 | Dánia                                        |
| -------------------------------------- | --------------------------- | -------------------------------------------- |
| Mandžukić 4'                           | (1–1, 1–1, 1–1) Jegyzőkönyv | M. Jørgensen 1'                              |
| Büntetőpárbaj                          |                             |                                              |
| Badelj Kramarić Modrić Pivarić Rakitić | 3–2                         | Eriksen Kjær Krohn-Dehli Schøne N. Jørgensen |

| Nyizsnyij Novgorod Stadion, Nyizsnyij Novgorod Nézőszám: 40 851 Játékvezető: Néstor Pitana (argentin) |

| 2018. július 6. 17:00 (16:00) |

| Uruguay | 0–2               | Franciaország            |
| ------- | ----------------- | ------------------------ |
|         | (0–1) Jegyzőkönyv | Varane 40' Griezmann 61' |

| Nyizsnyij Novgorod Stadion, Nyizsnyij Novgorod Nézőszám: 43 319 Játékvezető: Néstor Pitana (argentin) |